# Kevin Mbabu
Melingo Kevin Mbabu (Chêne-Bougeries, 19 de abril de 1995), mais conhecido como Kevin Mbabu, é um futebolista suíço, de origens francesas e congolesas, que atua como lateral-direito. Atualmente joga no Midtjylland, da Dinamarca.

## Vida pessoal
Kevin Mbabu nasceu na Suíça, filho de mãe congolesa e pai francês (que ele afirma nunca ter conhecido). Sua mãe se casou novamente e seu padrasto, um austríaco, teve papel fundamental para introduzi-lo ao mundo do futebol. Mbabu tem duas irmãs e é fluente em francês (sua língua nativa), alemão e inglês.